# Cristià Conrad de Danneskiold-Samsoe
Cristià Conrad de Danneskiold-Samsoe (en danès Christian Conrad Sophus Danneskjold-Samsøe) va néixer a Samso (Dinamarca) l'11 de juny de 1774 i va morir a Gisselfeld el 6 de juny de 1823. Era fill del comte Frederic Cristià de Danneskiold-Samsoe (1722-1778) i de la seva segona dona Sofia Frederica de Kleist (1747-1814).

## Matrimoni i fills
El 30 de novembre de 1795 es va casar amb Joana Enriqueta Kaas (1776-1843), filla de l'almirall Frederic Cristià Kaas (1727-1804) i d'Adela Sofia Kaas (1747-1800). El matrimoni va tenir set fills:
- Lluïsa Sofia (1796-1867) casada amb el duc Cristià August II de Schleswig-Holstein-Sonderburg-Augustenburg (1798-1869).
- Frederic Cristià, nascut el 1798
- Cristià Conrad, nascut el 1800
- Adela Sofia, nascuda el 1802
- Magnus Otto, nascut el 1804
- Enriqueta, nascuda el 1806
- Cristiana, nascuda el 1809